# Comté de Randolph (Géorgie)
Pour les articles homonymes, voir Comté de Randolph.
Le comté de Randolph est un comté de Géorgie, aux États-Unis.

## Démographie
| 1830  | 1840  | 1850   | 1860  | 1870   | 1880   |
| ----- | ----- | ------ | ----- | ------ | ------ |
| 2 191 | 8 276 | 12 868 | 9 571 | 10 561 | 13 341 |

| 1890   | 1900   | 1910   | 1920   | 1930   | 1940   |
| ------ | ------ | ------ | ------ | ------ | ------ |
| 15 267 | 16 847 | 18 841 | 16 721 | 17 174 | 16 609 |

| 1950   | 1960   | 1970  | 1980  | 1990  | 2000  |
| ------ | ------ | ----- | ----- | ----- | ----- |
| 13 804 | 11 078 | 8 734 | 9 599 | 8 023 | 7 791 |

| 2010  | - | - | - | - | - |
| ----- | - | - | - | - | - |
| 7 719 | - | - | - | - | - |